# 瓦爾納考古學博物館

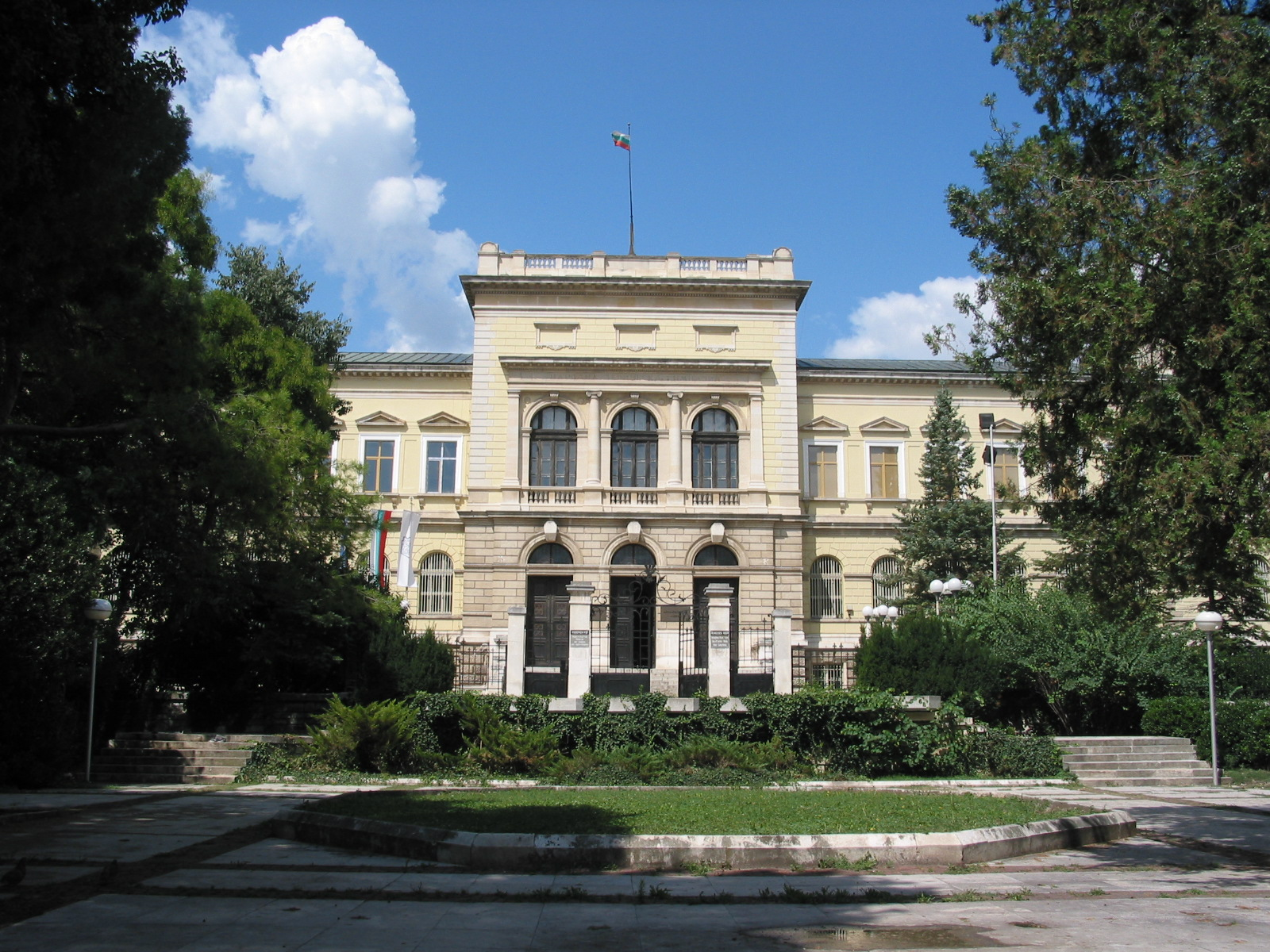
博物館主建築

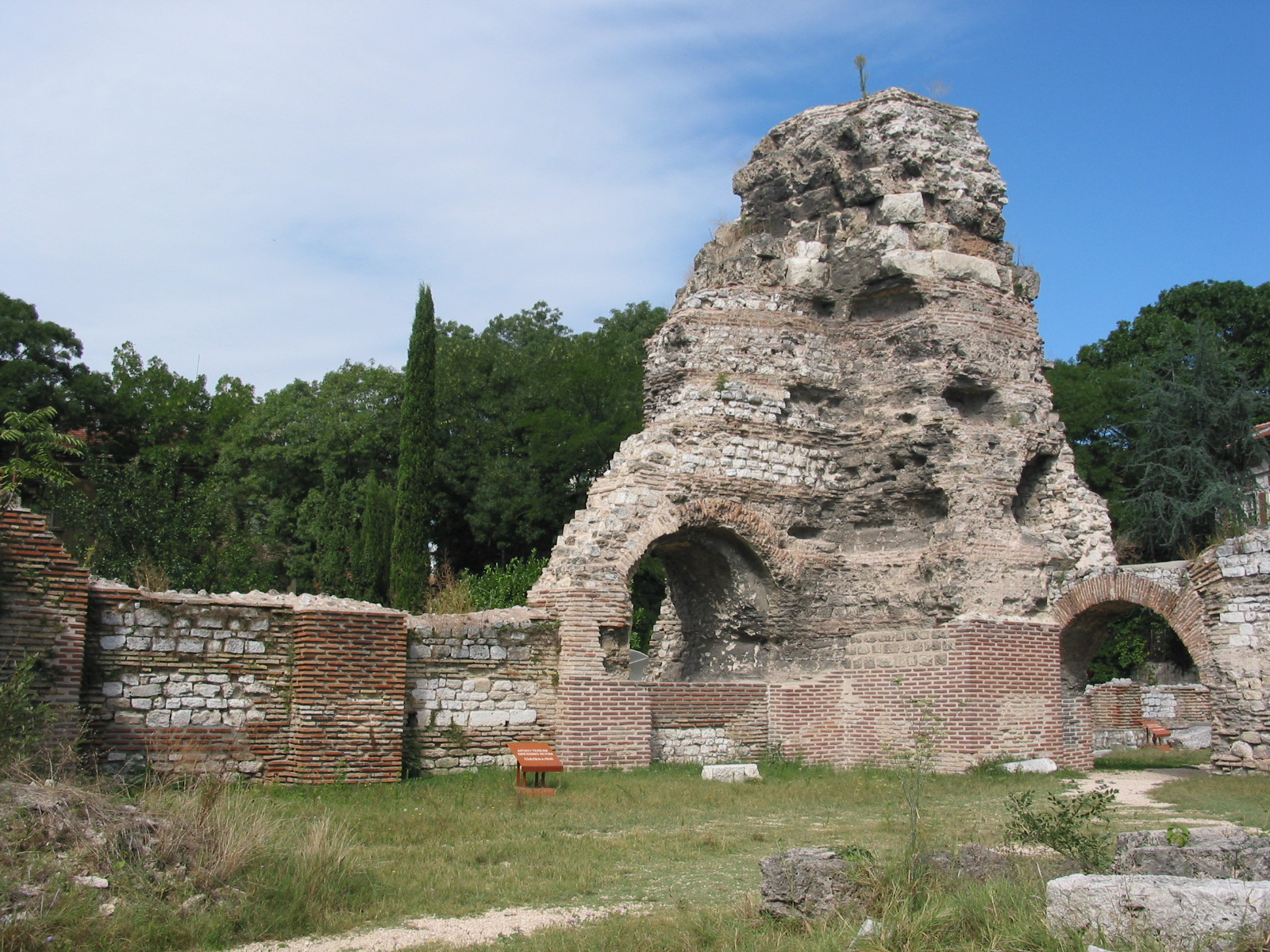
羅馬浴場

43°12′27″N 27°54′54″E / 43.20750°N 27.91500°E
瓦爾納考古學博物館是位於保加利亞黑海沿岸城市瓦爾納的一座考古學博物館。博物館成立於1888年6月3日，是保加利亞面積最大的博物館之一，並且管理有兩個露天考古遺址。

## 外部連結
- Varna Archaeological Museum website （页面存档备份，存于） （保加利亚文） （英文）